# Partido de Rere
Partido de Rere era una división territorial del Imperio español dentro de la Capitanía General de Chile. Formaba parte de la Intendencia de Concepción. Su asiento estaba en la Villa de San Luis Gonzaga de Rere.

## Historia
Fue creada en 1786 a partir de la antigua Provincia o Corregimiento de Rere. En 1793, se segregó el territorio al sur del río de La Laja conformando el Partido de Isla de La Laja. Hacia 1823, se segregó Santa Juana, para formar el Partido de Lautaro. En 1823, cambió su denominación a Delegación de Rere.

## Límites
El Partido de Rere limitaba:
- al norte con el Partido de Itata y el Partido de Puchacay
- al oriente con la Cordillera de Los Andes
- al sur con el río de La Laja y el Partido de Isla de La Laja
- al oeste con el río Biobío.

## Administración
Era regida por el Subdelegado de Rere. 

## Demografía
De acuerdo a Vicente Carvallo y Goyeneche:

De norte a sur, se estiende ocho leguas en la parte mas occidental, de 6 a 7 en el territorio mediterraneo, i tres en el sub-andino, i 25 de este a oeste, i resulta una superficie de 150 cuadradas, que las ocupan 6356 habitantes.

## Geografía
De acuerdo a Vicente Carvallo Goyeneche:

Su terreno no es tan montuoso como el de la provincia anterior, i la mitad de él es de cerros bastante elevados i mui quebrados; pero la otra mitad, comprendida entre los rios Itata i Laja, hasta los Andes, es tierra mui llanai regada por los rios Yumbel, Claro, Tapihue i Huepel, que la otra es incapaz de este beneficio, aunque corren por ella Gomero i Guilacoya.